# Frank Adams
Frank Adams   (Woolwich, 5 de novembre de 1930 - Brampton, 7 de gener de 1989) va ser un matemàtic britànic.

## Vida i Obra
Adams era fill d'un enginyer civil que treballava per l'estat i d'una biologa que treballava a l'ensenyament. El seu germà petit, Michael, va arribar a ser un alt oficial de la Royal Air Force. Durant la Segona Guerra Mundial la família va ser desplaçada a Bedford, on Adams va fer la major part dels estudis secundaris. Acabada l'escolarització va decidir fer el servei militar els anys 1948 i 1949. Acabat el servei va ingressar al Trinity College (Cambridge) per estudiar matemàtiques, especialitat en la qual es va doctorar el 1955 amb una tesi que era més una col·lecció d'articles que una tesi convencional. Els anys següents va ser professor ajudant a Oxford i a Cambridge, mentre feia visites a la universitat de Chicago i a l'Institut d'Estudis Avançats de Princeton.
El 1962 va ser nomenat professor de la universitat de Manchester, en la qual va ocupar la càtedra Fielden a partir de 1964. El 1970 va retornar a la universitat de Cambridge per ocupar la plaça de Lowndean Professor (catedràtic de geometria) en substitució de William Hodge que s'havia retirat.
El 1965 va patir un primer atac d'hipomania, una malaltia psiquiàtrica que s'agreujava amb l'estrès de les seves responsabilitats administratives i investigadores. Després d'un últim atac el 1986, Adams va reduir totes les seves activitats al mínim. El 1989, tornant d'una festa que havia tingut lloc a Londres va tenir un accident d'automòbil, quan ja arribava a casa seva, del qual va morir als 59 anys.
Adams va publicar una vuitantena d'obres, incloent set llibres, sobre topologia algebraica. Les ves aportacions més notables van ser en els camps de la cohomologia i seqüències espectrals, en el de les aplicacions de la K-teoria, en el de les classes característiques i cobordisme i en el dels grups de Lie compactes.